# Jan Frans Van De Velde (bisschop)
Jan Frans Van De Velde (Boom, 8 september 1779 – Gent, 7 augustus 1838) was bisschop van Gent van 1829 tot 1838.

## Levensloop
Van de Velde was de zoon van Jan Baptist Van De Velde (een kleine bouwaannemer) en Barbara Van Ackeleyen. 
Hij kreeg zijn opleiding in het College van Merksem en het Grootseminarie van Antwerpen. Zijn studies werden betaald door weldoeners en werden door de opheffing van het Antwerps Grootseminarie vroegtijdig afgebroken. Zijn intellectuele kennis was dan ook eerder beperkt.
Van De Velde werd priester gewijd op 8 augustus 1802 te Emmerik in Duitsland. Op 7 juni 1803 werd hij onderpastoor van Sint-Laurentius te Antwerpen. Op 30 maart 1813 werd hij pastoor in Ruisbroek en op 30 september 1820 pastoor in Edegem. Op 24 meil 1825 werd hij deken van Lier.
Hij was een toegewijde parochiepriester die zeer geliefd was bij zijn parochianen om zijn eenvoud en beminnelijkheid. Door een regeringsgezinde uit Lier werd hij ooit omschreven als een bescheiden en verdraagzaam man en, wat zeldzaam is bij een priester, voorstander van het (openbaar) middelbaar en lager onderwijs.

## Bisschop
Na de dood van bisschop Maurice de Broglie bleef de bisschoppelijke zetel van Gent acht jaar onbezet. Het waren de vicarissen-generaal Maximilien Meulenare en Ambrosius Goethals die de taken van de bisschop overnamen.  
Van de Velde weigerde eerst het hem aangeboden bisschopsambt te aanvaarden. Hij werd onder druk gezet door aartsbisschop François de Méan en stemde uiteindelijk toe. Op 18 mei 1829 werd hij door paus Pius VIII tot bisschop van Gent benoemd en op 8 november 1829 gewijd door de bisschop van Doornik Jean-Joseph Delplancq. De plechtigheid vond plaats in de Sint-Baafskathedraal. Zijn wapenspreuk was Auxilium meum a Domino (Mijn hulp komt van de Heer). Hij was 50 jaar.
Op 9 november 1829  ging hij naar Den Haag om de eed van trouw af te leggen aan de koning (Willem I der Nederlanden).
In Gent was de stichter van de jozefieten, Constant Van Crombrugghe, de belangrijkste raadgever van de nieuwe bisschop. Van De Velde werd meteen beïnvloed door zijn nieuwe omgeving en verleende zijn steun aan de katholieke oppositiebeweging tegen de regering van Willem I.
Bij het uitbreken van de Belgische Revolutie in 1830 nam Van De Velde een afwachtende houding aan. Sneller dan zijn andere collega’s echter schaarde hij zich achter het nieuwe bewind dat steunde op het unionisme, het bondgenootschap tussen liberalen en katholieken. Van De Velde gaf toestemming om in zijn bisdom, dat toen nog Oost- en West-Vlaanderen omvatte, negen priesters te verkiezen tot lid van het Nationaal Congres. In hun politieke stellingnamen werden ze vrijgelaten, mits zij de vrijheid van de Kerk verdedigden. Dit laatste gebeurde met kracht en de meeste priesters namen in de grondwetgevende vergadering geavanceerde standpunten in. Ze kantten zich tegen de instelling van een aristocratische Senaat en spraken zich uit voor een ruime toekenning van het stemrecht. 
Het gebeuren rond de Belgische Revolutie bracht een groep van jonge, progressieve clerici op het voorplan. De voornaamste woordvoerders waren Désiré Verduyn en Joseph-Jean De Smet, beiden lid van het Nationaal Congres. Hun invloed op de bisschoppelijke administratie nam snel toe. Er tekende zich geleidelijk aan een nieuwe fractievorming af binnen de Gentse clerus. De vroegere regeringsgezinde groep rond kanunnik Maximilien de Meulenaere verloor alle krediet. Binnen de zegevierende kerkelijke oppositiebeweging uit de vorige jaren kwam een opsplitsing tot stand tussen liberaal-katholieken en ultramontanen.
De basisbeginselen van het politiek liberalisme dat in grote mate gestalte gaf aan de nieuwe Belgische staat werd aanvaard door de liberaal-katholieken. Deze clerici waren bereid kerkelijke vrijheid tot stand te brengen in het kader van de algemene vrijheid: La liberté en tout et pour tous! Zij aanvaardden een verregaande scheiding tussen Kerk en Staat. Rond 1830 waren veel liberaal-katholieke priesters in de ban van de Franse apologeet Hughes Félicité Robert de Lamennais. Zij waren ook ontvankelijk voor het anti-rationalistisch filosofisch systeem, de zogenaamde filososfie van de sens commun die door Lamennais werd ontwikkeld en die zich als totale verandering van de kerkelijk apologetiek aandiende.
Bij het verschijnen van de encycliek Mirari Vos op 15 augustus 1832, waarin de politieke opvattingen van Lamennais werden veroordeeld, werd Van De Velde onder druk gezet door de ultramontanen om het mennaisistisch filosofieonderwijs te vervangen door de traditionele Leuvense filosofie.
Het kerkelijk tijdschrift Mémorial du clergé werd in 1833 opgericht door de ultramontanen. Toen door deze laatste geweigerd werd een positieve instemming met de grondwet te formuleren besliste Van De Velde dit kerkelijk tijdschrift op te heffen.
In 1830 gaf hij het Sint-Barbaracollege in handen van de Jezuïeten om het zo weer tot bloei te brengen.
Van De Velde onderging steeds meer de invloed van de liberaal-katholieke fractie. De ultramontanen waren sterk gediscrediteerd door hun stellingname en ze konden nauwelijks voordeel halen bij de uitvaardiging van de encycliek Singulari Nos op 25 juni 1834, die het filosofisch systeem van Lamennais veroordeelde. Van De Velde bleef echter meer en meer steun verlenen aan de liberaal-katholieken.

## Opvolging
Op 17 december 1832 werd François-René Boussen tot coadjutor van Gent benoemd, maar voor hij gewijd was werd hij reeds op 21 januari 1833 tot apostolisch administrator van het nieuw op te richten bisdom Brugge benoemd.

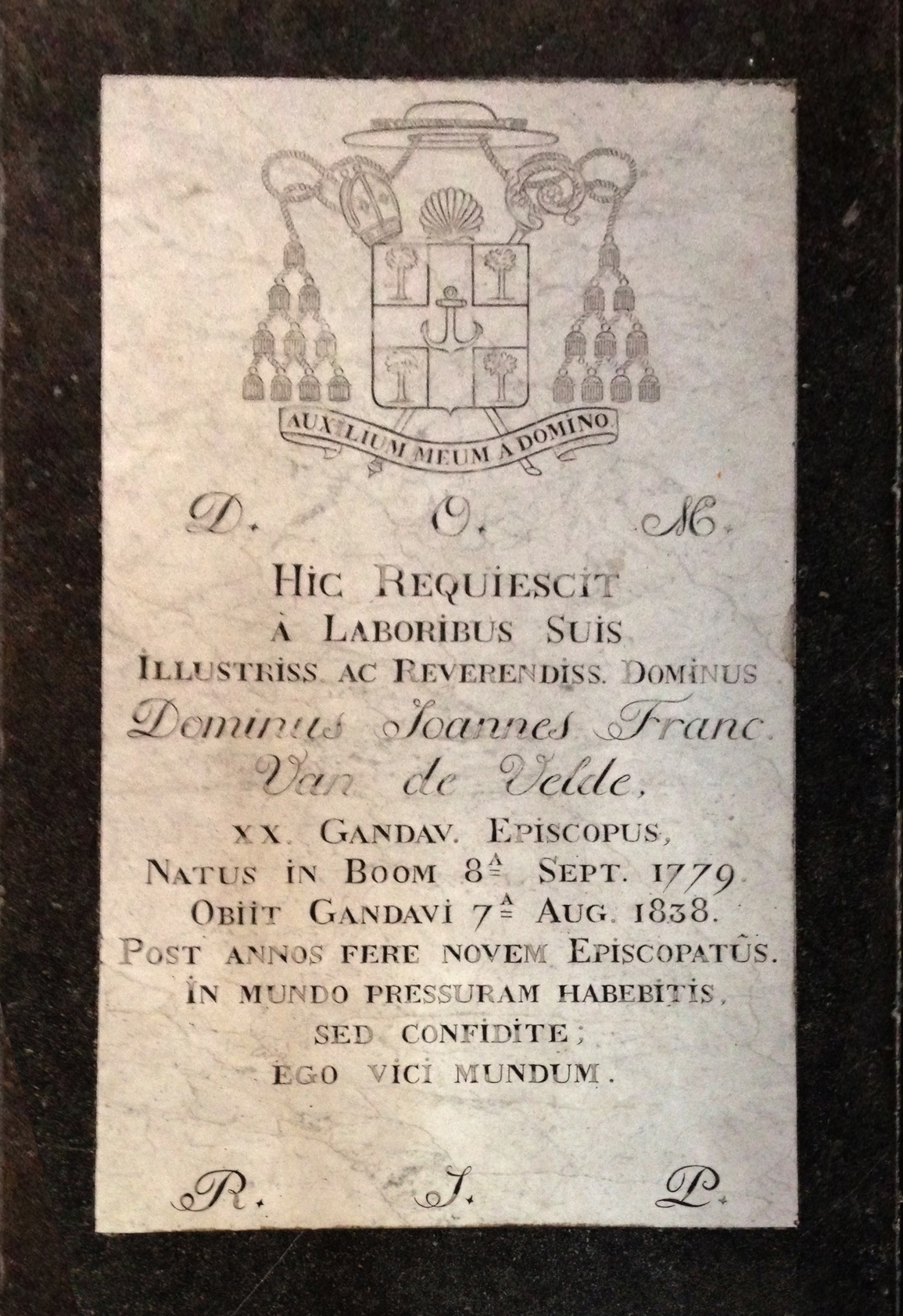
Grafplaat bisschop Joannes Franciscus Van de Velde

Vanaf 1835 werd de gezondheidstoestand van Van De Velde zeer slecht. Hij had al enkele malen een beroerte gehad. Er ontbrandde een strijd om de opvolging. 
In 1836 was hij nagenoeg volledig verlamd en in maart 1837 vroeg hij om van zijn functie te worden ontheven. Beslist werd een coadjutor  aan te stellen. Van De Velde raadde toen zijn vicaris-generaal kanunnik Guillaume De Smet aan. De Smet behoorde tot de liberaal-katholieke groep. Dit was voor de meeste instanties onaanvaardbaar. Er ontstond enige verwarring toen werd getracht een opvolging voor Van De Velde te regelen. 
Hij overleed op 13 september 1838 op 59-jarige leeftijd en werd bijgezet in de crypte van de Sint-Baafskathedraal.
Van De Velde was wellicht niet zo goed voorbereid om het politieke kluwen te ontwarren. Als goede zielenherder heeft hij toch duidelijk eigen accenten gelegd. Hij was van oordeel dat een bisschop volksverbonden moest zijn, dat hij moest openstaan voor de noden van het volk.